# Gunnebo Perimeter Protection
För andra betydelser, se Gunnebo (olika betydelser).
GPP Perimeter Protection AB är ett företag som tillhandahåller områdesskydd som exempelvis krasch-testade grindar, vägspärrar, pollare, bommar, rotationsgrindar, elstängsel och traditionellt Gunnebostängsel, skjut- och slaggrindar i aluminium och stål. Huvudkontoret för GPP Perimeter Protection AB ligger i Askim i Göteborg. 

## Historik
Dagens GPP Perimeter Protection AB härstammar från Riksdagens beslut att 1992 avskaffa löntagarfonderna. Fondernas pengar skapade då två riskkapitalbolag – Atle samt Investment AB Bure. Under dessa två bildades sex mindre riskkapitalbolag. Ett av dessa Hidef Kapital AB; namnet Hidef var skapat av de länsbokstäver där bolaget var aktivt. Hösten 1993 beslutade styrelsen i Hidef AB att överge den tidigare strategin med venture capital-investeringar och istället söka bolag som kunde förvärvas till 100 procent. 1994 köpte Hidef AB upp EA Rosengrens från S-E-Banken. Under samma år införlivades sedan även Gnosjö-Gruppen samt Presso Industrier AB i Hidef AB. I mars 1995 förvärvade Hidef AB Företaget Gunnebo AB och tog några månader senare namnet Gunnebo AB av sitt nyförvärvade dotterbolag samtidigt som man bestämde att det "gamla" Gunnebo skulle byta namn till Gunnebo Industrier AB. 2011 köpte Procuritas Capital Investors IV verksamheten inom yttre områdesskydd och bolaget GPP Perimeter Protection AB var fött.
Bolaget såldes vidare 2015 till privatägda Strandbaden Svanshall Intressenter AB i Helsingborg, med Mikael Ahlström som huvudägare. Tillverkningen är fokuserad till en fabrik i Salzkotten, Tyskland, för sammansättning av avancerade fordonshinder. Försäljning sker via egna bolag i Sverige, Danmark, Finland, Tyskland och Schweiz, samt via distributörer i 30 länder i hela världen.